# Kadrovsko svetovanje
Kadrovsko svetovanje (angl. Human resource consulting) je storitev, ki jo ponujajo različni ponudniki na področju upravljanja s človeškimi viri in zajema pomoč pri nalogah in odločitvah iz vsakodnevne kadrovske prakse, v smislu svetovanja in nudenja individualnih rešitev pri enostavnih in kompleksnih kadrovskih problemih.
Kadrovski svetovalci strankam pomagajo strateško povezovati učinkovite kadrovske procese, programe in prakse v njihovo vsakodnevno poslovanje. Njihova naloga je tudi povečati učinkovitost stranke v zvezi s človeškimi viri, ter s predstavitvijo oziroma trženjem izdelkov ali storitev. Strankam zagotavljajo tudi redne povratne informacije o njihovem delovanju v zvezi z letnimi cilji upravljanja. Da bi dosegli omenjeno, morajo kadrovski svetovalci opraviti oceno potreb ali revizijo, ter dati priporočila in predloge, uskladiti oblikovanje in izvajanje ukrepa ali popraviti načrt. Kadar je to potrebno, kadrovski svetovalci stranki pomagajo pri upravljanju s človeškimi viri. 

## Ključna področja, na katerih temelji večina kadrovskih svetovanj
- Človeški kapital, vključno s plačilno motivacijskim sistemom, nagrajevanjem zaposlenih, ter upravljanjem
- Zdravje in koristi: omenjeno zajema načrtovanje optimalnih zdravstvenih načrtov zaposlenih
- Pomoč pri združitvah in prevzemih podjetij
- Komunikacija, vključno z anketiranjem zaposlenih, merjenjem zadovoljstva, sodelovanja in drugih vedenj zaposlenih
- Upokojitev

Storitve lahko vključujejo tudi pravno svetovanje, svetovanje glede naložb, ter svetovanje in izvajanje kadrovskih strategij za lažje upravljanje človeškega kapitala.

## Področja kadrovskega svetovanja, ki prevladujejo v Sloveniji
V Sloveniji kadrovsko svetovanje zajema predvsem:
- Svetovanje pri pravni ureditvi
- Svetovanje pri zaposlovanju
- Pripravo plačno-motivacijskega sistema
- Organizacija izobraževanja

## Osnovni modeli za kadrovsko svetovanje[1]
Pri navedenih modelih gre deloma za pregled zgodovinskega razvoja in deloma za vsebinsko razlikovanje med njimi.

### Administrativni model
Pri tem modelu je pomembno vodenje evidenc, vzdrževanje poročil, podatkov in dokumentov o posamezniku. Delovanje je omejeno zgolj na administrativno zbiranje podatkov. Večina kadrovskih služb je v preteklosti začela ravno s tem modelom.

### Legalni model
Omenjeni model definira odnos med delodajalcem in zaposlenim na področju zakonodaje (ravnanje s človeškimi viri je omejeno na izvajanje pravil s področja delovnopravne zakonodaje).

### Finančni model
Pri tem modelu se pojavlja predvsem vprašanje, koliko stanejo človeške zmožnosti. Med glavne stroške štejejo prispevki za zdravstveno in pokojninsko zavarovanje.

### Vodstveni model
Omenjeni model se nanaša na vodenje in zajema izobraževanje vodij za delo z ljudmi.

### Humanistični model
Model zajema idejo, da morajo tisti, ki so zadolženi za ravnanje s človeškimi viri, razvijati in vzgajati človeške vrednote glede na zmožnost organizacije. Posebne strokovne službe posameznikom v organizaciji pomagajo, da maksimalno razvijejo svoje zmožnosti (izobraževanje in razvoj kadrov).